# Копайа
Округ Копайа (англ. Copiah County) — округ штата Миссисипи, США. Население округа на 2000 год составляло 28757 человек. Административный центр округа — город Хейзлхерст.

## История
Округ Копайа основан в 1823 году.

## География
Округ занимает площадь 2012.4 км2.

## Демография
Согласно переписи населения 2000 года, в округе Копайа проживало 28757 человек (данные Бюро переписи населения США). Плотность населения составляла 14.3 человек на квадратный километр.